# Черепанов Микола Олегович
Мико́ла Оле́гович Черепа́нов — солдат Збройних сил України.
У мирний час проживає в Херсонській області.

## Нагороди
За особистий внесок у зміцнення обороноздатності Української держави, мужність, самовідданість і високий професіоналізм, виявлені під час виконання військового обов'язку, та з нагоди Дня Збройних Сил України нагороджений орденом «За мужність» III ступеня (2.12.2016).